# Аграрный вопрос и «критики Маркса»
Аграрный вопрос и «критики Маркса» — работа В. И. Ленина, посвящённая защите марксистской теории аграрного вопроса. 

## История издания
Первые девять глав написаны в июне — сентябре 1901 года, последние три главы — осенью 1907 года. Первые четыре главы работы впервые были опубликованы в Штутгарте в журнале «Заря» № 2—3 в декабре 1901 года под заглавием «Гг. «критики» в аграрном вопросе. Очерк первый» за подписью: «Н. Ленин». Это было первое появление в печати впоследствии ставшего самым известным псевдонима. В 1905 году изданы легально в Одессе отдельной брошюрой книгоиздательством «Буревестник» с изменённым заглавием: «Аграрный вопрос и «критики Маркса»». Это заглавие сохранено и в последующих изданиях. Главы 5—9 впервые напечатаны в легальном журнале «Образование» № 2 в феврале 1906 года. Все 9 глав вместе с новыми 10-й и 11-й главами опубликованы в сборнике: Вл. Ильин: «Аграрный вопрос», ч. 1 (СПБ, 1908). Глава 12 напечатана отдельно в сборнике «Текущая жизнь» (СПБ, 1908). В 4-м издании сочинений Ленина первые 9 глав вошли в 5-й т., 3 последние — в 13-й т.; в 5-м издании сочинений Ленина работа полностью напечатана в 5-м т.

## Содержание работы
В своей статье В. И. Ленин продолжает разработку проблем, затронутых в «Развитие капитализма в России» и «Капитализм в сельском хозяйстве», а также тесно примыкает к «Аграрной программе социал-демократии в первой русской революции 1905—1907 годов». В этой работе рассматриваются работы отечественных и зарубежных критиков аграрной теории Маркса — Ф. О. Герца, Э. Давида, С. Н. Булгакова, В. М. Чернова. Ленин полемизирует с ними по поводу экономических законов капитализма в сельском хозяйстве по вопросу о вечных естественных законов природы. Он критикует закон убывающего плодородия почвы, согласно которому последующие затраты труда и капитала в земледелии всегда менее производительны, чем предыдущие. Ленин считает, что его оппоненты не учитывают такую важную вещь, как развитие производительных сил в сельском хозяйстве, предлагая этот закон как причину недостатка продовольствия и роста цен на сельскохозяйственные продукты они стремятся перенести ответственность за нищету трудящихся при капитализме на природу. Ленин полагал, что критики Маркса связывали толкование дифференциальной ренты с законом убывающего плодородия почвы, в то же время отрицая существование абсолютной ренты. Ленин считал грубой ошибкой односторонне толковании понятия «монополия», поскольку полагал существование в капиталистическом сельском хозяйстве двух её разновидностей: монополия на землю как на объект хозяйства, связанная с ограниченностью земли, и монополия частной собственности на землю.
В. И. Ленин сделал попытку опровергнуть «теорию устойчивости» мелкого крестьянского хозяйства. Он считал, что критики Маркса утверждали, что при капитализме в сельском хозяйстве, в отличие от промышленности, мелкое производство является жизнеспособным и имеет перед крупным экономические преимущества. Ленин подвергает критике статистических приёмов, которые используются его оппонентами для обосновывалась «теория устойчивости», и противопоставляет им свой метод анализа статистических данных. Изучая процессы, происходившие в крестьянском хозяйстве Германии, Дании, России, Ленин делает попытку найти общие для всех перечисленных стран закономерности капиталистического земледелия и показать применение применению машин возможно несмотря на природные особенности сельского хозяйства, которые не отменяют открытого Марксом закона концентрации капиталистического производства. Ленин высказывает мнение, что мелкие крестьянские хозяйства существуют только за счёт расхищения производительных сил земли и жизненных сил земледельца, развитие капитализма в сельском хозяйстве будет неизбежно вести к разорению большей части мелких крестьян, с их последующим превращением в батраков с наделом и в наёмных рабочих.
Выводы В. И. Ленина заключаются в том, что существующие в деревне острые экономические противоречия показывают безнадёжное в будущем положение мелкого крестьянства при капитализме, которое может освободиться от кабалы и нищеты только путём революционной борьбы против капитала в союзе и только под  руководством пролетариата.